# شفای زندگی
شفای زندگی (عنوان اصلی به انگلیسی: You Can Heal Your Life) یک کتاب خودیاری و اندیشه نو نوشتهٔ لوییز هی، نویسنده آمریکایی است. این پس از شفای بدن  دومین کتاب نویسنده بود، که آن در ۶۰ سالگی نوشت. پس از اینکه هی در همان هفته در مارس ۱۹۸۸ در شوی اپرا و دوناهو حضور یافت، این کتاب در فهرست کتاب‌های پرفروش نیویورک تایمز ظاهر شد و تا سال ۲۰۰۸، بیش از ۳۵ میلیون نسخه در سراسر جهان به بیش از ۳۰ زبان فروخته شد و پرفروش‌ترین کتاب غیر داستانی تمام دوران شد. با توجه به این کتاب، او «یکی از پرفروش‌ترین نویسندگان تاریخ» و یکی از پرفروش‌ترین نویسندگان زن، پس از جی. کی. رولینگ، دانیل استیل و باربارا کارتلند است.
این کتاب بیش از ۵۰ میلیون نسخه فروش داشته‌است.